# 阿斯伯里 (北卡羅萊納州斯托克斯縣)
阿斯伯里（英語：Asbury）是位於美國北卡羅萊納州斯托克斯縣的非建制地區。

## 地理
阿斯伯里所處的海拔為高於海平面389米（即1276英呎），而該地所採用的時區為UTC-5，即北美东部时区（EST）。同時該地設有夏令時間，為UTC-5調快一小時，即UTC-4（EDT）。